# Новаковець Степан Денисович
Степан Денисович Новаковець (1916, село Лугинки Волинської губернії, тепер Лугинського району Житомирської області — ?) — український радянський партійний діяч, голова Ровенського облвиконкому. Член Ревізійної комісії КПУ в 1966—1976 р. Депутат Верховної Ради УРСР 3-го і 7—9-го скликань.

## Біографія
Народився в родині селянина-бідняка. У 1934 році закінчив Зінов'євський (Кіровоградський) педагогічний технікум.
У 1934—1937 роках — учитель та старший піонервожатий школи села Диківки Одеської (тепер — Кіровоградської) області, інспектор Лугинського районного відділу народної освіти Житомирської області, учитель школи села Березовий Груд Лугинського району Житомирської області.
З грудня 1937 до 1940 року служив у Червоній армії.
Член ВКП(б) з 1939 року.
У 1940—1941 роках — інструктор Лугинського районного комітету КП(б)У Житомирської області.
Учасник німецько-радянської війни з 1941 року: парторг 134-го танкового полку. У 1945 році — старший інструктор політичного відділу Сизранського танкового училища.
У 1945—1946 роках — заступник керуючого Житомирського обласного тресту «Маслопром».
У 1946 — січні 1948 року — завідувач організаційно-інструкторського відділу Житомирського міського комітету КП(б)У. У січні 1948 — грудні 1949 року — 2-й секретар Андрушівського районного комітету КП(б)У Житомирської області.
З грудня 1949 року — 1-й секретар Вчорайшанського районного комітету КП(б)У Житомирської області.
Освіта вища. У 1955 році закінчив Вищу партійну школу при ЦК КПУ.
У 1955—1959 роках — 1-й секретар Червоноармійського районного комітету КПУ Ровенської області.
У 1959—1961 роках — 1-й секретар Млинівського районного комітету КПУ Ровенської області.
У квітні 1961 — лютому 1963 року — 2-й секретар Ровенського обласного комітету КПУ.
13 лютого 1963 — квітень 1965 року — голова Комітету партійно-державного контролю Ровенського обласного комітету КПУ і Ровенського облвиконкому. Одночасно, в лютому 1963 — квітні 1965 року — заступник голови виконавчого комітету Ровенської обласної ради депутатів трудящих та в лютому 1963 — 11 травня 1965 року — секретар Ровенського обласного комітету КПУ.
7 квітня 1965 — червень 1977 року — голова виконавчого комітету Ровенської обласної ради депутатів трудящих.
З 1977 року — на пенсії.

## Звання
- капітан

## Нагороди
- орден Леніна
- орден Трудового Червоного Прапора
- орден Дружби народів (27.12.1976)
- орден Червоної Зірки (1943)
- медалі